# Bazilika svatého Jana
Bazilika svatého Jana (řecky Βασιλική του Αγίου Ιωάννη του Θεολόγου) byla bazilika v Efezu, nyní je v troskách. Byla postavena v 6. století Justiniánem I. Stojí nad předpokládaným hrobem apoštola Jana. Byla vybudována po vzoru dnes již zaniklého Chrámu svatých apoštolů v Konstantinopoli.
Bazilika se nachází na svazích kopce Ayasuluk, poblíž mešity İsy Beje, těsně pod pevností poblíž centra Selçuku v turecké provincii İzmir a asi 3.5 km od Efezu.

## Dějiny
O bazilice svatého Jana je známo jen málo, jediný zdroj pochází z krátkého popisu v jednom z Prokopiový děl, O stavbách, kde se píše:
Před městem Efesem se nacházelo místo, ležící na strmém svahu kopce, bez půdy a neschopné plodit úrodu, i kdyby se je někdo pokusil obdělávat, ale všude tvrdé a drsné. Na tomto místě domácí v raných dobách zřídili kostel apoštola Jana; ten apoštol se nazývá „teologem“, protože popsal povahu Boha způsobem, který přesahuje lidské schopnosti. Tento kostel, který byl kvůli svému vysokému stáří malý a ve špatném stavu, císař Justinián strhl a nahradil jej kostelem tak velkým a krásným, že se, stručně řečeno, ve všech ohledech velmi podobá a je soupeřem svatyně, která je zasvěcena všem apoštolům v císařském městě...
Stavba kostela začala v roce 548 a byla dokončena roku 565. Řídil ji biskup Hypatios z Efezu. Byl předním církevním teoretikem a spisovatelem své doby, takže bylo možné, že tím získal vliv Justiniána, aby nechal hrob sv. Jana zrekonstruovat, protože rozsáhlé stavby v Malé Asii byly tenkrát vzácné. Po svém dokončení byla bazilika považována za jeden z nejvýznamnějších kostelů své doby, jak poznamenává Prokopios ve svých Skrytých dějinách:
... do svatyně apoštola Jana, která tam byla nejposvátnější a chovali ji ve velmi velké úctě...
Navzdory své dřívější popularitě se bazilika po 9. století již v pramenech neobjevuje, možná kvůli novému kostelu postavenému na počest sv. Jana, Chrámu sv. Jana Teologa.
Po dobytí Efezu Seldžuky v roce 1330 byl chrám svatého Jana dočasně využíván jako mešita. Z této doby pocházejí také zbytky minaretu u vchodu do lodi. Blízká mešita Isy beje byla postavena v roce 1375. Bazilika tak ztratila svůj význam jako mešita. Ve 14. století ji poškodilo zemětřesení a v roce 1402 ji Timúrova vojska zcela zničila.
Při prvních vykopávkách v letech 1920-1921 během řecké okupace Malé Asie nalezl archeolog Georgios Soteriou v hrobce kostru. Další vykopávky prováděl v letech 1926-1931 Rakouský archeologický ústav. Pod vedením Ekrema Akurgala a za finanční podpory George B. Quatmana byla od roku 1955 lokalita restaurována. Nedaleko kostela se v centru Selçuku nachází Efezské muzeum, kde jsou vystaveny i nálezy z areálu kostela.

## Popis

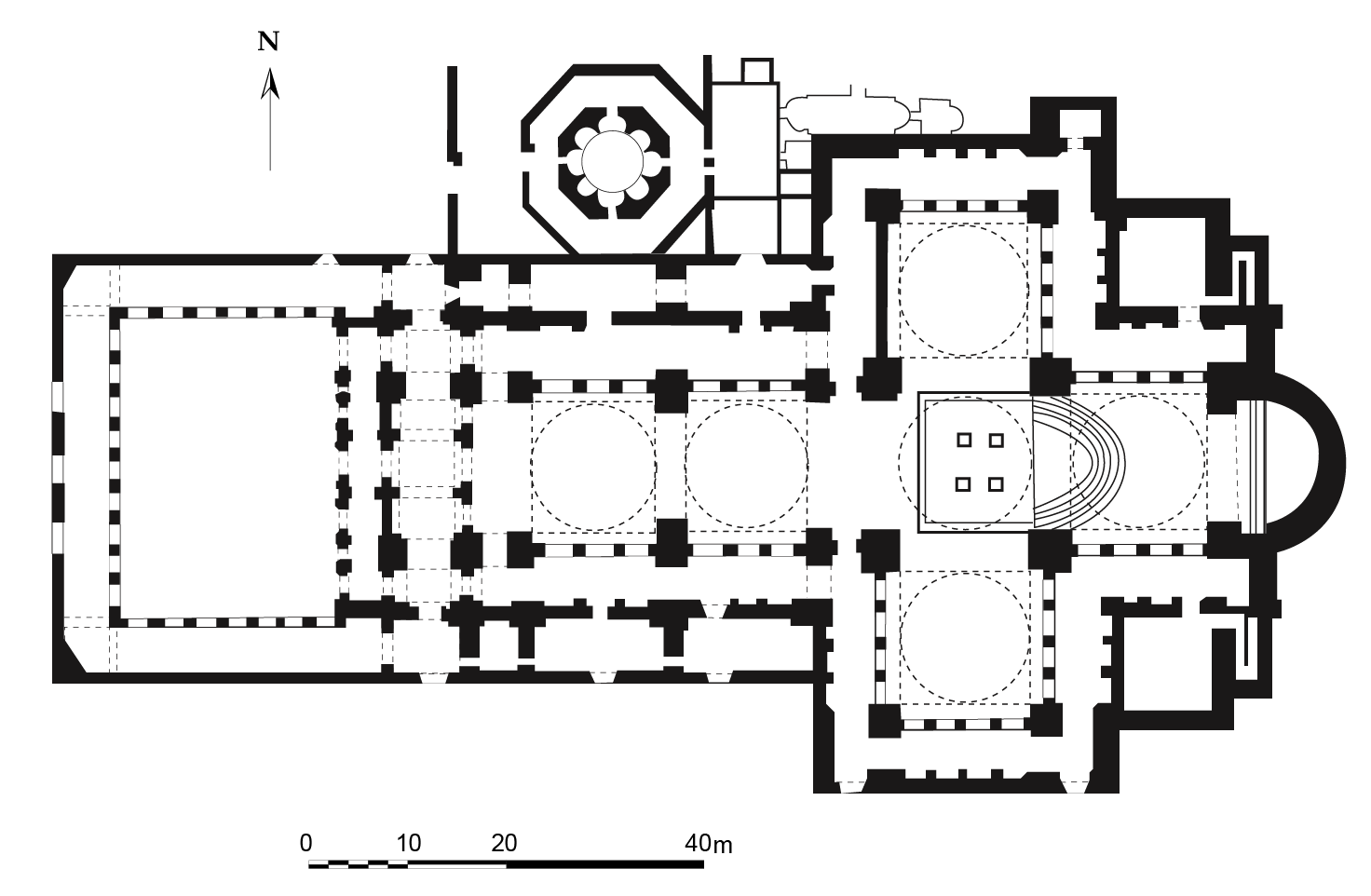
Půdorys

Bazilika byla postavena téměř celá z cihel a kamenů (kvádříkové zdivo). Sloupy byly z mramoru nebo byly mramorem obložené, aby udržely váhu kupolí nahoře. Již v průběhu 5. století se vžilo i používání věží s dřevěnou střechou, které byly umístěny nad prostorem před kněžištěm a oltářem.
První stavbou, která vznikla na hrobě sv. Jana, bylo jakési mauzoleum, které sloužilo i jako kostel. Ve 4. století nad ním byla za vlády Theodosia I. postavena bazilika. O dvě století později, protože místo zpustlo, začal Justinián se stavbou mnohem většího kostela. Zatímco Theodosiova bazilika měřila 246 x 146 stop, Justiniánova 428 x 213 stop. Plán byl vytyčen podle vzoru Konstantinova Apostoleionu (Chrámu svatých apoštolů) a měl půdorys ve tvaru řeckého kříže. Ačkoli stavba byla provedena na císařský příkaz, největší část práce odvedli sami lidé z Efezu. Mramorové dekorace byly vyrobeny v Konstantinopoli a snad i v Efezu. Patky, dříky i hlavice hlavní lodi byly vyrobeny a dovezeny z Konstantinopole nebo z lomů na Marmaře. Podstatnou část hlavic ve východní části však vyrobili místní řemeslníci podle konstantinopolského vzoru. Dokonce i po skončení Justiniánova panování byly stále přidávány dekorace, zejména Justinem II. a Tiberiem II.
Nejvýraznějším rysem baziliky je její mohutná apsida na východní straně kněžiště, která snad byla zaklenuta valenou klenbou.
Jak uvádí Prokopios, půda kolem kostela byla neúrodná a nedalo se na ní nic pěstovat. Aby to vyřešil, nechal Justinián postavit ke kostelu akvadukt, který městu Efezu velmi pomohl a po staletí umožňoval okolí kostela vzkvétat.

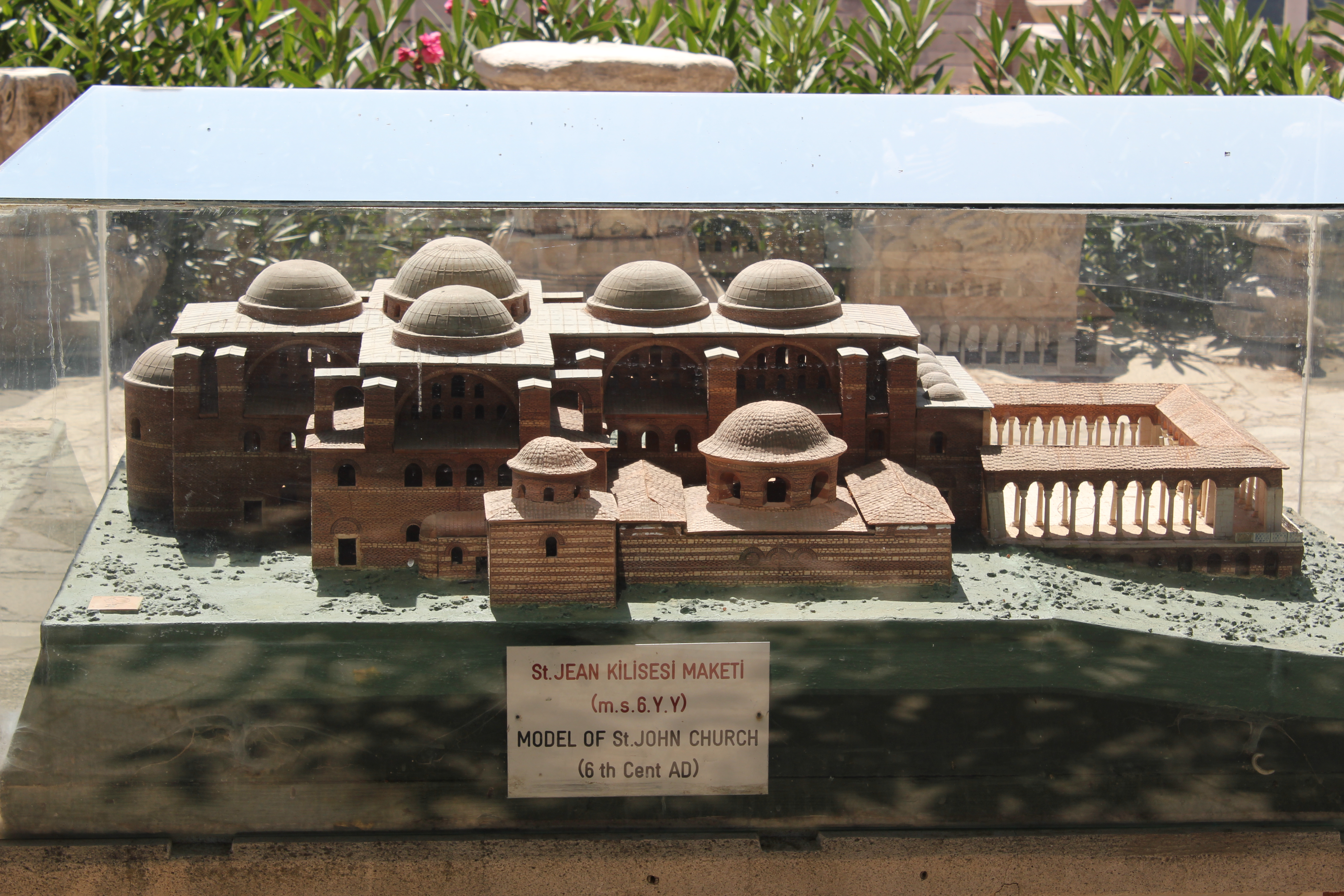
Předpokládaný vzhled

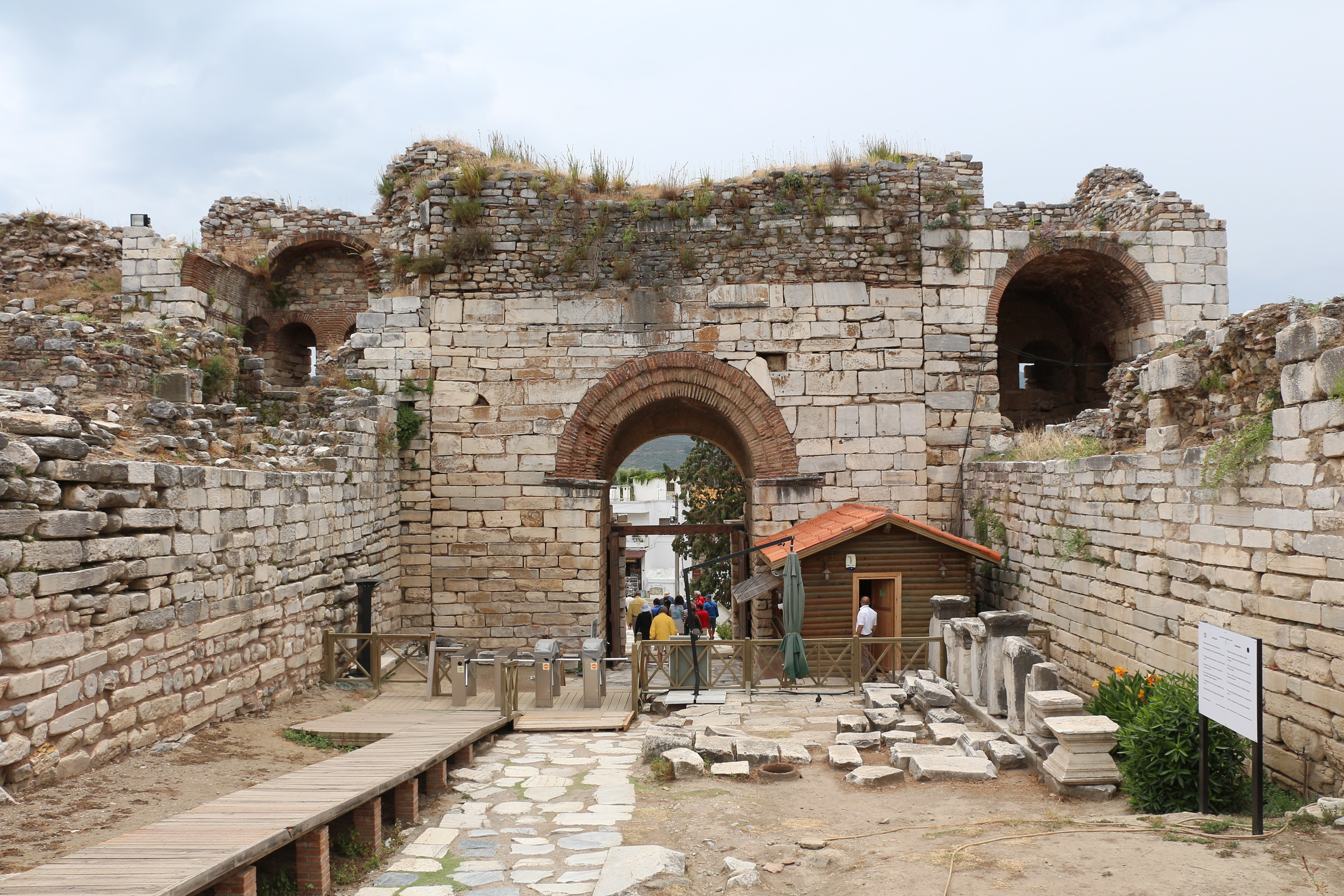
Brána pronásledování vedoucí do baziliky sv. Jana

Průčelí

Bazilika sv. Jana od Chrámu svatých apoštolů převzala půdorys ve tvaru kříže. Její kupole byly umístěny nad centrálním křížením, chórem, transepty a hlavní lodí. Pět kopulí spočívalo na pevných pilířích na koncích kříže a tvořilo dominanty chrámu. Podpíraly je masivní mramorové sloupy. Architektura Baziliky sv. Jana byla podobně jako Chrám svatých apoštolů založena na konceptu opakování standardního prvku a propojení jednotlivých elementů pomocí krátkých valených kleneb, ve směru ramen půdorysového kříže. Kopule kostela byly celé pokryty mozaikami. Před Theodořinou smrtí v roce 548 nechal Justinián umístit svůj a její monogram na hlavice sloupů.
Hlavní vstupní brána do baziliky se nazývala „Brána pronásledování“.  Baziliku obklopovaly zdi, v nichž byly věže, které byly buď prázdné, nebo se používaly jako bašty.
Na severní strana kostela bylo velké osmiboké baptisterium, které se podobalo nedalekému Domu Panny Marie. Poblíž baptistéria byla obdélníková místnost s mramorovou podlahou a apsidou vydlážděnou mozaikou. Nápis nad dveřmi ji identifikuje jako sekreton, kde zasedal biskup, pokud vystupoval v roli soudce. Nápis také ukazuje na dokončení v době, kdy byl biskupem Jan, což bylo zřejmě na konci 6. století.

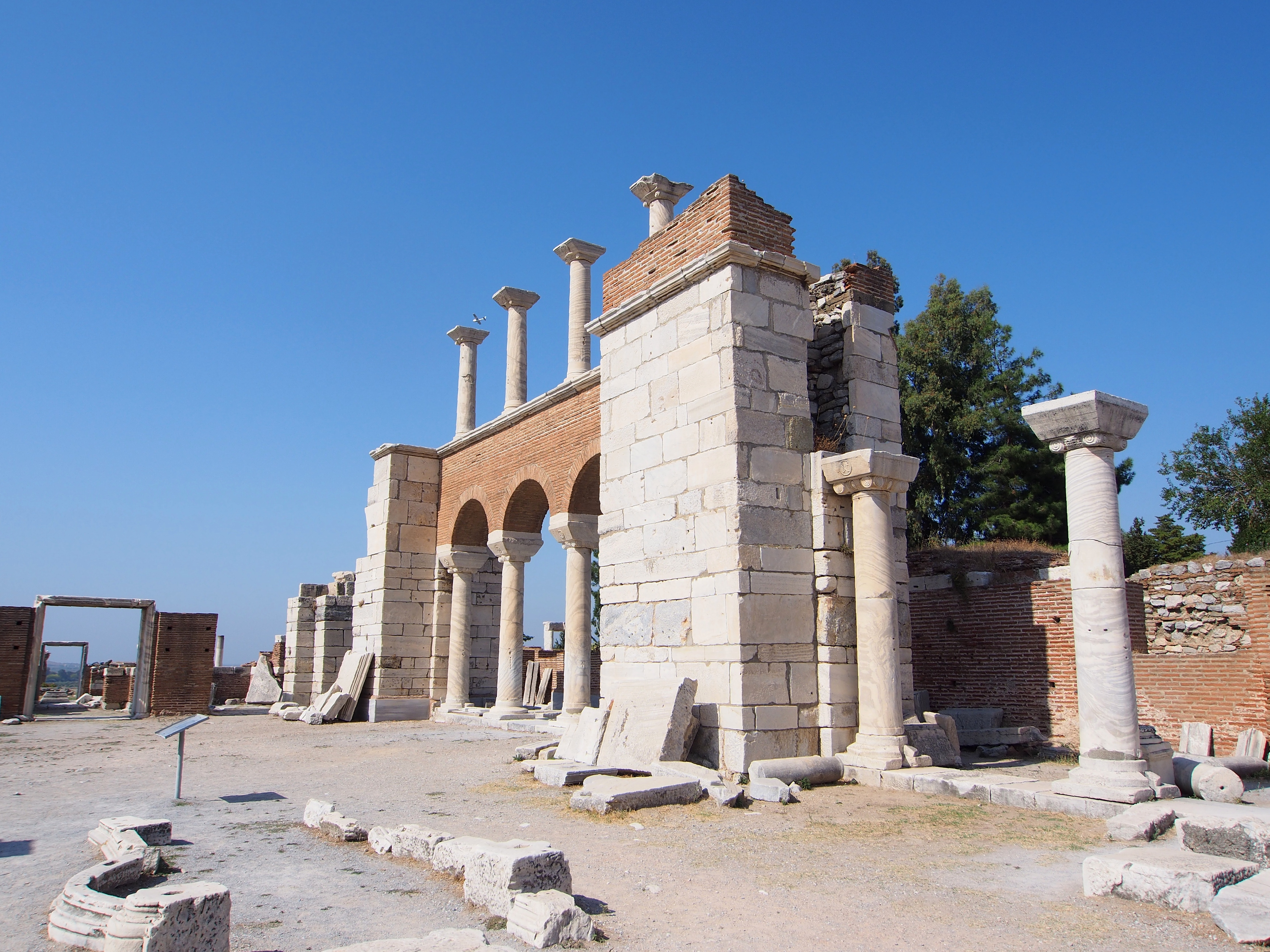
Částečná rekonstrukce

Interiér kleneb v kostele byl pokryt mozaikami, zatímco stěny a pilíře byly pokryty mramorovými deskami a zdobeny různými barvami. Podlahy byly také zdobeny mozaikami. Různé části baziliky byly různě dekorovány, což působilo dojmem velkého množství nádherných obrovských orientálních koberců pokrývajících celý kostel „pohádkovým způsobem“. Přímo pod oltářem ležela krypta s několika prostory, kde byla i samotná hrobka sv. Jana. Na oltáři lze číst 14. verš Žalmu 132, který zní:
Toto je místo mého odpočinku navždy, zde budu přebývat.
Interiér kostela byl pokryt freskami. Hypatius, biskup z Efesu, byl známý tím, že obhajoval používání ikon. Po dokončení kostela interiér pokryly ikony, vyobrazení světců a výjevy ze Starého i Nového zákona. Bylo zde vyobrazení vzkříšení Lazara z mrtvých a Kristus korunující Justiniána a Theodoru. Kromě toho byly v chrámu četné nápisy, jeden z nich pochází z první knihy Řecké antologie, a dále malby znázorňující budování kostela jako císařské zakázky.

## Legendy o sv. Janu v Efezu

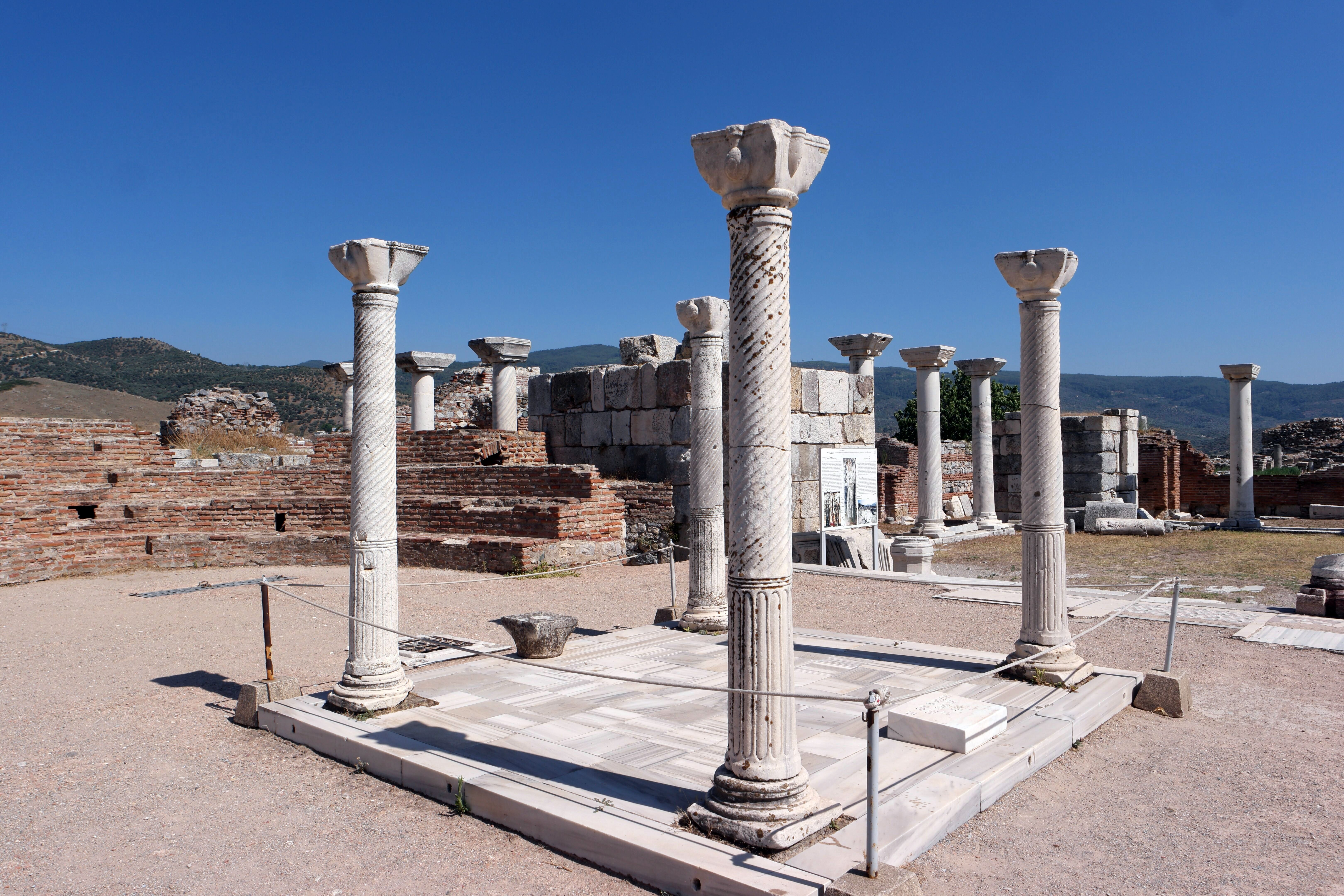
Hrob svatého Jana

Říká se, že apoštol Jan cestoval z Jeruzaléma do města Efezu, kde se usadil. Během jeho pobytu ho císař Domitianus vyhnal na ostrov Patmos, kde Jan napsal své Zjevení (Apokalypsu). Když se stal císařem Nerva, byl Jan omilostněn a vrátil se do Efezu, kde žil po zbytek svých dnů.
Během svého působení v Efezu kázal sv. Jan křesťanství. Podle legendy ho před jeho smrtí navštívil Kristus spolu se všemi ostatními apoštoly a řekl mu:
Pojď, můj milý, a připoj se ke mně a všem ostatním svým bratřím u mého stolu; konečně k tomu nadešel čas... příští neděli přijdeš, abys zůstal se mnou. 
Následující neděli pak prý svatý Jan pokračoval ve svém kázání, a nakonec informoval své učedníky o svém konci. Potom vstoupil do jeskyně svého kostela, načež zazářilo intenzivní světlo, které zabránilo jeho učedníkům vejít dovnitř. Když se světlo rozplynulo, rozplynul se i svatý Jan. Tuto legendu podpořilo to, že se po otevření jeho hrobky za Konstantinovy vlády nenašlo tělo ani žádné relikvie. Další skutečností, která podporuje legendu o nanebevzetí sv. Jana, je to, že zatímco těla nebo relikvie ostatních apoštolů si nárokuje alespoň jedno nebo více měst či chrámů, svatý Jan (spolu s matkou Ježíšovou Marií) je jediným velkým novozákonním světcem, k jehož tělu se nikdo nikde nehlásí.
Říkalo se také, že svatý Jan není v hrobě mrtvý, ale spí. A pokaždé, když se nadechne, způsobí to, že se kolem jeho oltáře rozvíří prach, který se tak posvětí. Proto prý tento prach, zvaný mana, dokázal léčit nemoci.
Příběhy sv. Jana a „many“ stále přibývaly a dokonce upoutaly pozornost svatého Augustina, který je nemohl hned odmítnout. Slyšel o nich i Anglosas Willibald, který se později stal biskupem v bavorském Eichstättu a světcem a byl jedním z prvních mnoha zaznamenaných poutníků k hrobu sv. Jana.
Hrobka prý konala svůj zázrak každý rok 8. května, během celonoční slavnosti na počest sv. Jana, a to po téměř tisíc let. Ve středověku se proto mířilo mnoho poutí. Poutníci, kteří putovali do Efezu, neodcházeli s prázdnou. U hrobu sv. Jana se pro poutníky vyráběly lahvičky. Na nich byl obvykle také Janův obraz. Byly používány ke sbírání prachu kolem hrobu sv. Jana, a ten si pak poutníci odnášeli zpět domů, kde prý léčil nemoci a dokonce dokázal utišit bouře na souši i na moři.